# Miloš Crnjanski
Miloš Crnjanski (IPA: [mîlɔʃ t͡srɲǎnskiː]) (in serbo Милош Црњански?; Csongrád, 26 ottobre 1893 – Belgrado, 30 novembre 1977) è stato uno scrittore e poeta serbo.
Nella letteratura serba del XX secolo, Miloš fu uno degli scrittori più famosi, ma non si fece intervistare e fotografare molto. Dopo gli inizi come giornalista sociopolitico, non appena acquistò una certa notorietà decise di intraprendere la sua carica di scrittore e romanziere.
La sua opera centrale è il romanzo Migrazioni, epopea di serbi migranti verso una Russia sognata - singoli e in gruppi, soldati, mercanti, contadini - ambientata a cavallo del Settecento, sotto il regno di Maria Teresa d'Austria. L'opera fu pubblicata nel 1929. La segue "Il secondo libro di Migrazioni" (1962). L'opera è stata tradotta in francese con gran successo nel 1976, poi pubblicata in Italia da Adelphi come Migrazioni I (1992) e Migrazioni II (1998).